# Diexia punctigera
Diexia punctigera là một loài bọ cánh cứng trong họ Cerambycidae.